# Огузбалык (село)
Огузбалы́к (каз. Өгізбалық) — упразднённое село в Узункольском районе Костанайской области Казахстана. В 2014 году было включено в состав села Речного того же района. Входило в состав Чапаевского сельского округа. Код КАТО — 396665400.
К западу от села расположено одноимённое озеро.

## Население
В 1999 году население села составляло 73 человека (40 мужчин и 33 женщины). По данным переписи 2009 года в селе проживало 13 человек (5 мужчин и 8 женщин).